# Лорвин
Лорвин (англ. Lorwyn) — выпуск-расширение для коллекционной карточной игры Magic: The Gathering, имевший во время разработки внутреннее имя «Peanut». Выпущен 12 октября 2007 года. Пререлизные мероприятия прошли 29-30 сентября 2007 года. Состоит из 80 редких, 80 необычных, 141 обычной карты.

## Подробности
Лорвин — первый набор нового блока, стартовавшего в октябре 2007 года. Дизайнерами были Aaron Forsythe (ведущий дизайнер), Mark Rosewater (en), Paul Sottosanti, Brady Dommermuth, Nate Heiss, Andrew Finch; разработчиками набора стали Devin Low (ведущий разработчик), Bill Rose, Matt Place, Henry Stern, Mike Turian, Doug Beyer.
Лорвин возвращает нас в более привычный фэнтезийный сеттинг, и включает два абсолютно новых типа карт: Мироходец (Planeswalker) и Племенной (Tribal). Это первый раз, когда разработчики добавили новый тип карт, со времён набора Альфа (Alpha), в котором уже присутствовали все существующие сейчас типы. (Единственное исключение — племенные карты. Одна племенная карта, Оковы Безмолвия (Bound in Silence), была напечатана как смещённая во времени в наборе Взгляд в Будущее (Future Sight).)
Набор развивает племенную тему, концентрируясь на подтипах существ. Восемь типов существ приведённых ниже являются основными. Каждый из этих восьми типов существ принадлежит двум (или больше) цветам. Один цвет является основным, а остальные вторичными. Классификация отображена в таблице:
| Подтип существа (Раса)                                | Племя                                                                                  | Основной цвет | Вторичный цвет      |
| ----------------------------------------------------- | -------------------------------------------------------------------------------------- | ------------- | ------------------- |
| Гоблины (Goblins)                                     | Боггарт (Boggart)                                                                      | Черный        | Красный             |
| Эльфы (Elves)                                         | Эльфы (Elves)                                                                          | Зеленый       | Черный              |
| Мерфолки (Merfolks)                                   | Мерроу (Merrow)                                                                        | Синий         | Белый               |
| Кискены (Kithkins) (по сути заменяют в Лорвине людей) | Кискены (Kithkins) (по сути заменяют в Лорвине людей)                                  | Белый         | Синий               |
| Элементали (Elementals)                               | Пламенники (Flamekin) — красный Великие Элементали (Greater Elementals) — все 5 цветов | Красный       | Все остальные цвета |
| Феи (Faeries)                                         | Фае (Fae)                                                                              | Синий         | Черный              |
| Гиганты (Giants)                                      | Гиганты (Giants)                                                                       | Красный       | Белый               |
| Лесовики (Treefolks)                                  | Лесовики (Treefolks)                                                                   | Зеленый       | Черный и белый      |

Другим важным нововведением является то что тип существа Имитатор (Shapeshifter)получил способность Перевёртыш (Changeling).Имитаторы и раньше издавались, но только в Лорвине у них появилась эта способность. Эта способность даёт своему владельцу все типы существ. Раса людей в этом наборе отсутствует. Этот факт привносит другое фундаментальное изменение в игру, так как это первый набор без людей как расы, с момента появления их в наборе Mirrodin. Однако это не мешает появиться существам человеческого типа вследствие способности Перевёртыш присущей Имитаторам. Кроме того, некоторые из Мироходцев, несмотря на отсутствие типа существа, физически являются людьми (хотя не являются таковыми с точки зрения правил).
Второй набор блока Лорвин будет называться Рассвет (Morningtide). «Jelly» (официальное название Shadowmoor) и «Doughnut» не будут частью этого блока. Вместо этого они сформируют свой собственный блок, который будет связан с Лорвином.
В Лорвине появилось новое ключевое действие известное как столкновение (clash). Вместе со старыми ключевыми действиями, такими как присоединить (attach), отменить (counter), регенерировать (regenerate), пожертвовать (sacrifice) и повернуть (tap), столкновение является фундаментальной частью игры.
Новичковые наборы Десятого Издания (Tenth Edition) включают карты базовых земель из Лорвина. Также некоторые бустеры Десятого Издания могут похвастаться рисунками из Лорвина на обороте карт с правилами или картах-жетонах.
Как часть набора были выпущены пять тематических колод, что на одну больше, чем обычно. Собранные колоды называются следующим образом: «Kithkin Militia» (Белый), «Merrow Riverways» (Белый/Синий), «Boggarts' Feast» (Черный/Красный), «Elvish Predation» (Черный/Зеленый), «Elementals' Path» (Белый/Синий/Черный/Красный/Зеленый).

## Механики

### Типы карт
- Мироходец (Planeswalker en) — новый тип карт. В Лорвине таких карт всего пять. Мироходцы обладают следующими свойствами:
  - Игроки могут разыгрывать заклинания мироходцев только при возможности разыграть заклинание волшебства. Мироходцы становятся перманентами, когда попадают в игру.
  - У каждого мироходца есть подтип. Если в игре находится два или более мироходца с одинаковым подтипом, все они отправляются на кладбище в результате проверки эффектов состояния.
  - Мироходцы входят в игру с определённым количеством жетонов лояльности, это число обозначено в правом нижнем углу карты. Каждый мироходец Лорвина имеет три активируемые способности, в качестве оплаты которых необходимо положить или снять несколько жетонов лояльности с мироходца, причём снять жетонов можно не больше, чем есть на мироходце.
  - Как только лояльность мироходца становится меньше либо равной нулю, мироходец отправляется на кладбище в результате проверки эффектов состояния.
  - Разыгрывать способности мироходцев можно только один раз за ход для каждого мироходца и только при возможности разыграть заклинание волшебства.
  - Существа могут атаковать мироходцев. Игрок, объявляющий атакующих, выбирает кого каждое существо будет атаковать — игрока или одного из его мироходцев. Существа защищающегося игрока могут блокировать атакующих независимо от того, кого те атакуют. Сами мироходцы не являются существами, следовательно, не могут атаковать и не наносят боевые повреждения.
  - При нанесении повреждений мироходцам, с них снимается такое же количество жетонов лояльности.
  - Игрок, контролирующий заклинание или способность, наносящие повреждения другому игроку, контролирующему мироходца, на разрешении этого заклинания или способности может нанести все эти повреждения, вместо игрока, одному из его мироходцев. Это эффект замещения.
- Племенной (Tribal) — ещё один новый тип карт. Племенные карты не являются существами, однако, имеют типы существ.
  - Каждая племенная карта относится к ещё одному типу карт. Розыгрыш и разрешение племенных карт происходит по правилам другого типа.
  - Племенные карты — карты не-существ, у которых есть типы существ. Например, «Племенное волшебство — Мерфолк».
  - На племенные карты воздействуют все эффекты, действующие на тип существа. Например, эффект, гласящий: «Уничтожьте всех эльфов», уничтожит не только существ-эльфов, но и все остальные перманенты, обладающие подтипом Эльф.
  - Каждый подтип на племенной карте относится к своему типу. Например, на карте «Племенные чары — Гоблин Аура» типом чар является Аура, а Гоблин относится к племенному.

### Способности
- Столкновение (Clash) — это действие с ключевым словом. Для того чтобы столкнуться с игроком нужно открыть верхнюю карту своей библиотеки, а тот игрок должен открыть верхнюю карту своей. Побеждает игрок, показавший карту с большей конвертированной мана-стоимостью. Затем игроки решают, оставить свою карту наверху библиотеки или положить её вниз. В случае победы, можно получить дополнительные эффекты от заклинания, «столкнувшего» его владельца с оппонентом.
- Перевертыш (Shapeshifter) — способность, присутствующая только у карт с типом существа Имитатор (Changeling). Карта с этой способностью имеет все типы существ одновременно, а эта способность действует во всех зонах.
- Заступник (Champion) — способность существ, срабатывающая при входе этого существа в игру. «Заступиться за что-то» означает, что при входе этого существа в игру необходимо пожертвовать его, либо удалить из игры другой перманент с указанной характеристикой под вашим контролем. Когда Заступник покидает игру, удалённый перманент возвращается в игру.
- Вызывание (Evoke) — вид альтернативной стоимости существа. При оплате стоимости Вызывания, существо должно быть пожертвовано, как только входит в игру. Все существа с Вызыванием обладают способностью, срабатывающей при входе этого существа в игру.
- Укрытие (Hideaway) — способность, встречающаяся у цикла редких земель в выпуске Лорвин. Позволяет вам при входе этой земли в игру посмотреть четыре верхние карты своей библиотеки, удалить одну из этих карт из игры, а затем сыграть её без уплаты мановой стоимости при выполнении определённых условий. Такие земли входят в игру повёрнутыми.